# Теодора Токко
Теодора Токко (грец. Θεοδώρα Τόκκο), уроджена Креуса або Маддалена Токко (італ. Creusa або Maddalena Tocco), (померла в листопаді 1429) — представниця відомої родини Токко, перша дружина Костянтина Палеолога в часи, коли він був деспотом Мореї. Після смерті Теодори її чоловік став останнім імператором Візантійської імперії.

## Сім'я
Креуса Токко була донькою Леонардо II Токко, сеньйора Занте. Її батько був молодшим братом Карло I Токко, графа Кефалонії та Лефкади, який також був деспотом Епіру з 1411 по 1429 рік.
Леонардо помер рано й у 1424 році Карло I усиновив його дітей — дочку Креузу та сина Карло II Токко.

## Шлюб
В 1427 році Карло I зазнав поразки в битві при Ехінадах від Іоанна VIII Палеолога. Карло довелося передати Іоанну контрольовані ним території в Еліді та відмовитися від своїх спадкових претензій на Коринф і Мегару. Угода була скріплена шлюбом Креузи з Костянтином Палеологом, молодшим братом Іоанна VIII.
Одруження відбулося в липні 1428 року. Креуза перейшла до Православної церкви і взяла ім'я Теодора. Протягом їхнього спільного життя Костянтин утримував під своїм контролем різні території Пелопоннесу, хоча все ще підпорядковувався Іоанну VIII й Теодору II Палеологу, правителю Мореї.

## Смерть
Теодора померла під час пологів, коли народила мертву дочку в листопаді 1429 року в Стамероні (в замку Естаміра або в замку Сантамері). Її поховали в Містрі.